# 22 contre la Terre
Pour plus de détails, voir Fiche technique et Distribution.
22 contre la Terre (22 vs. Earth) est un court métrage d'animation américain produit par Pixar et réalisé par Kevin Nolting, sorti sur Disney+ le 30 avril 2021. Il se centre sur le personnage de 22 du long métrage Soul.

## Synopsis
22 recrute des âmes pour empêcher les autres âmes d'aller sur Terre, mais les unes après les autres vont toutes sur Terre sauf 22 qui jure de ne jamais y aller.

## Fiche technique
- Titre : 22 contre la Terre
- Titre original : 22 vs. Earth
- Réalisation : Kevin Nolting
- Scénario : Josh Cooley
  - Storyboard : Hyein Park et Rejean Bourdages
- Montage : Noah Newman
- Photographie : Andy Grisdale et Luke Martorelli
- Musique : Trent Reznor et Atticus Ross
- Animation : Brett Schulz
- Producteur : Lourdes Marquez Alba
  - Producteur exécutif : Dana Murray et Pete Docter
- Sociétés de production : Pixar Animation Studios et Walt Disney Pictures
- Société de distribution : Disney+
- Pays d'origine :  États-Unis
- Durée : 6 minutes
- Date de sortie :
  - Monde : 30 avril 2021

## Distribution

### Voix originales
- Tina Fey : 22
- Richard Ayoade et Alice Braga : les deux âmes du conseiller Jerry
- Aiyanna Miorin : Zimmy
- Micah Chen : Moonbeam
- Azriel Dalman : Neptune
- Adela Drabek : Peanut
- Juliana Alcorn : la nouvelle âme
- Karee Ducharme : Macaroni
- Samantha Ho : D-Pac

### Voix françaises
- Camille Cottin : 22
- Françoise Cadol : Conseiller Michel A
- Guillaume Lebon : Conseiller Michel B
- Artus Dubernat : Neptune
- Romane Charroing : Macaroni
- Lou Fourreau : Zimmy
- Eve Lorrain : Clair de Lune
- Pia Gimenez Bonfils : Toupie
- Tony Sanial : Marshmallow

### Voix québécoises
- Kim Jalabert : 22
- Antoine Durand : Jerry
- Mélanie Laberge : Jerry